# Гарріс Твід

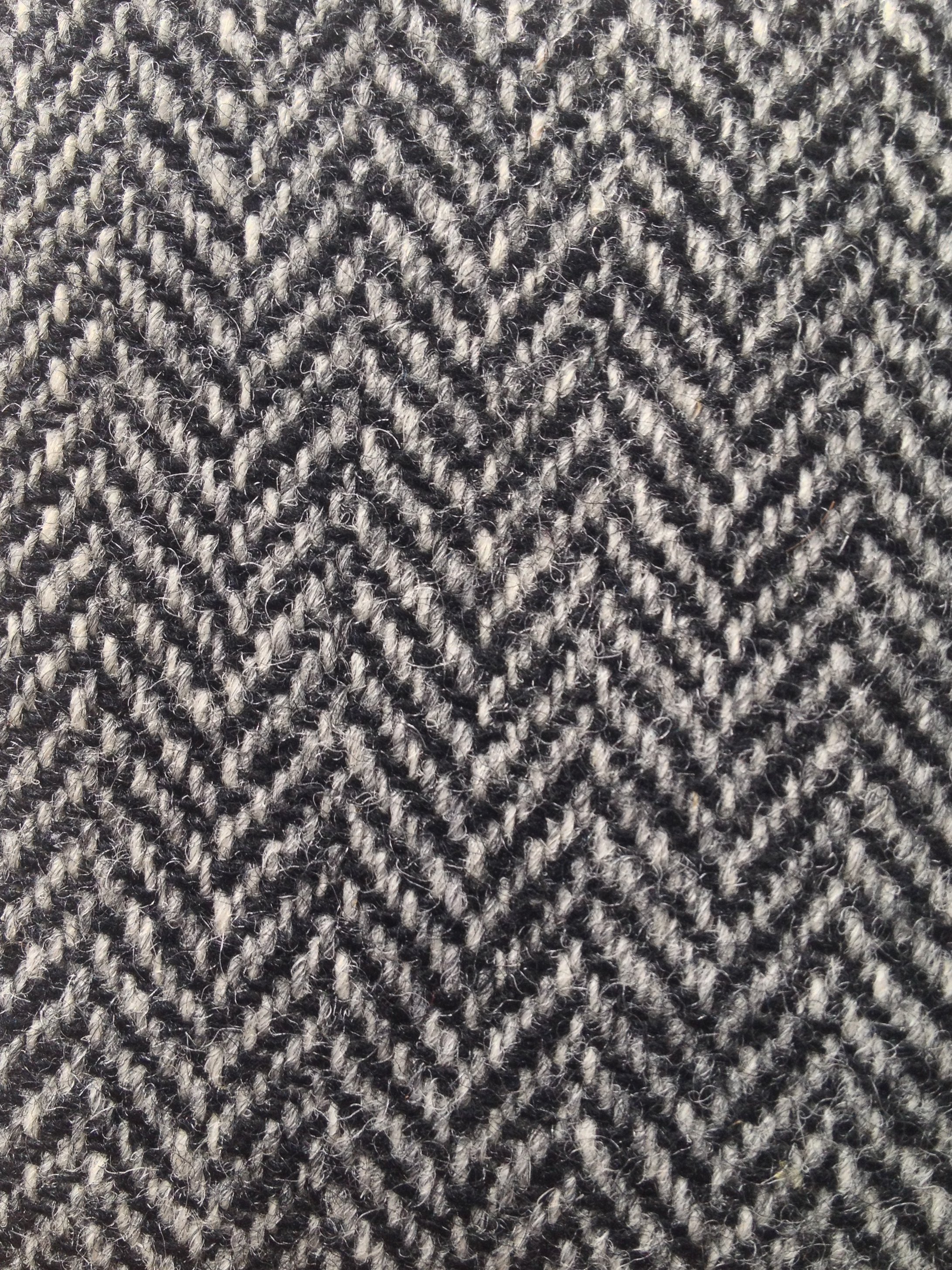
Тканина Harris Tweed з (діагональним (саржевим) переплетенням ниток

Гарріс Твід (англ. Harris Tweed)— це твідова тканина, яку жителі Зовнішніх Гебридських островів Шотландії виготовляють вручну за традиційними методами переданими через покоління.
На цих же островах її обробляють, фарбують і прядуть. Для досягнення потрібного кольору, попередньо пофарбовану чисту вовну з шевйотських овець змішують між собою в потрібних пропорціях за спеціальними рецептами, а не фарбують готову пряжу. Це — стандарти якості, визнання, спадок, та захист ім'я Гарріс Твід закріплені Парламентом Великої Британії в законі Harris Tweed від 1993р.

## Історія

Острови Льюїса і Гарріса

Протягом століть островітяни  Льюїса і Гарріса, Уіста, Бенбекула і Барра ткали тканину вручну, називаючи її «clò-mòr», що в перекладі з оригінальної гельської означає «велика тканина».
Спочатку ця тканина ручної роботи була зіткана селянами для сімейного використання, вона ідеально підходила для захисту від більш холодного клімату на півночі Шотландії. Надлишки тканини часто продавалися або використовувалися як бартер, в кінцевому підсумку перетворюючись в валюту серед островітян. Наприклад, не рідкісні випадки, коли орендна платня оплачувалася у вигляді ковдр або шматків тканини. До кінця 18-го століття прядіння вовни з місцевої сировини стало основною галуззю промисловості для фермерів. Готова тканина ручної роботи експортувалася на материк Шотландії і продавалася разом з іншими товарами, виробленими островітянами, такими як висушені шкіри кіз і оленів.
Спочатку назва тканини була твіл, її виготовляли саржевим методом. Традиційна назва тканину отримала майже випадково. Близько 1830 року лондонський торговець отримав лист від фірми Hawick про деякі твіли. Лондонський торговець невірно витлумачив почерк, подумавши, що це торгова назва, взята від річки Твід, що протікає через шотландські кордони. Згодом товар рекламувався як твід, і з тих пір назва залишилася.
Коли промислова революція досягла Шотландії, материкові виробники звернулися до механізації, але Зовнішні Гебриди зберегли свої традиційні процеси. Льюїс і Гарріс здавна славилися високою якістю ткацтва, але до середини дев'ятнадцятого сторіччя тканина виготовлялася в основному для домашнього використання або для місцевого ринку.
Коли Олександр 6-й граф Данмор, успадкував маєток Норт-Гарріс від свого батька в 1836 році, виробництво твіду на Зовнішніх Гебридських островах було все ще повністю ручним. Шерсть промивали в м'якій торф'яній воді, а потім фарбували барвниками, які брались з місцевих рослин і лишайників. Потім його обробляли і закручували, перш ніж виткати вручну в своїх будинках. Традиційний острівний твід характеризувався забарвленнями кольору, що досягаються при використанні рослинних
барвників, в тому числі барвників лишайників, званих «кротл» (омфалоди Parmelia saxatilis і Parmelia, які дають глибокий червоний або пурпурово-коричневий і іржавопомаранчевий відповідно). Ці лишайники є джерелом характерного запаху старішого Гарріс Твід.

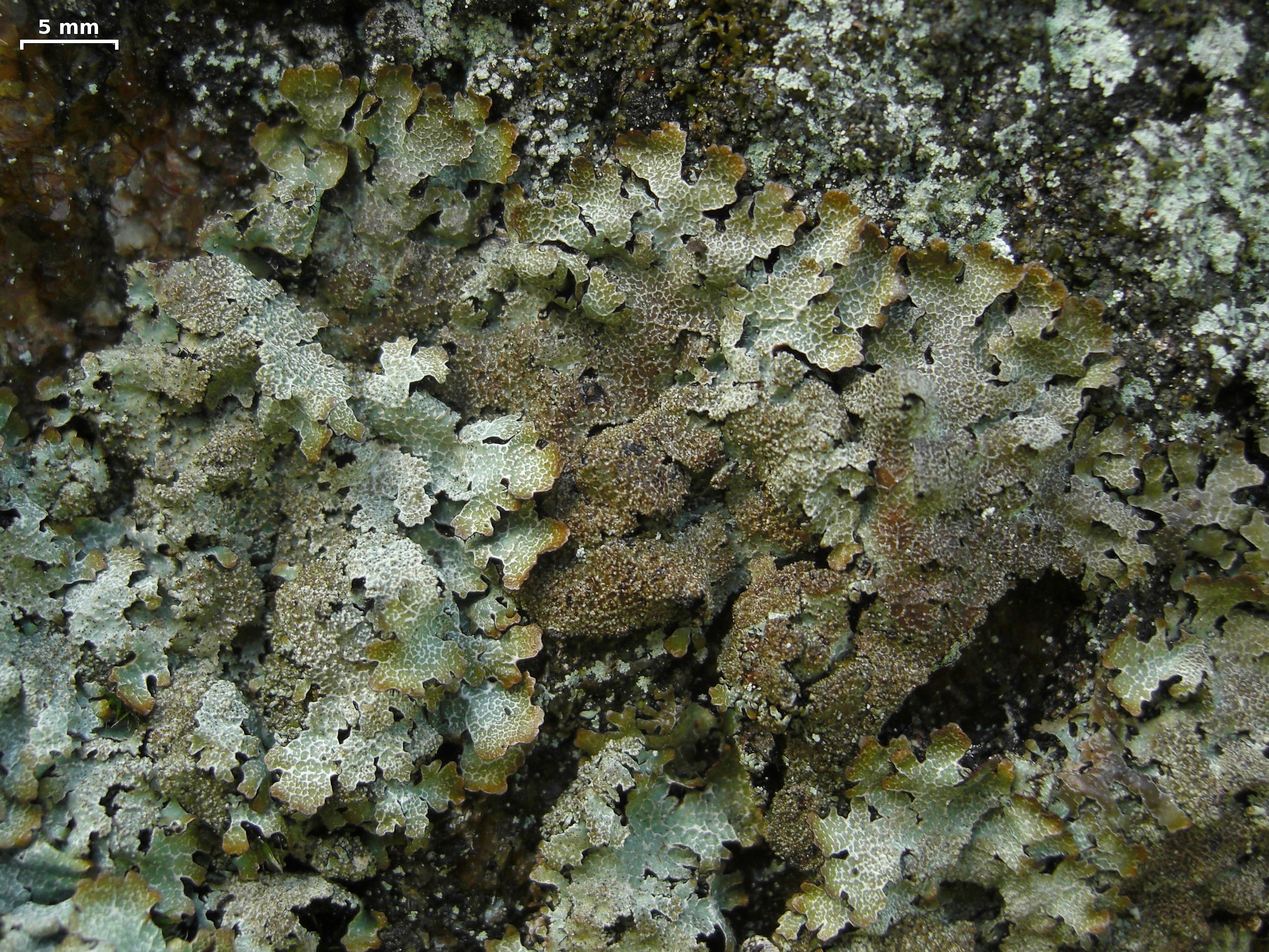
Parmelia saxatilis

Після смерті 6-го графа Данмора в 1843 році відповідальність за його маєток на острові Гарріс перейшла до його дружини, леді Кетрін Герберт. Леді Кетрін звернула увагу на маркетинговий потенціал і високу якість твідової тканини, виготовленої на місці двома сестрами з села Стронд, відомими як Сестри Пейслі. Тканина, яку вони виткали, була напрочуд більш високої якості, ніж тканини, виготовлені непідготовленими людьми. У 1846 році графиня доручила сестрам сплести твід з тартаном клану Мюррей.
Вона відправила готову тканину для пошиття жакетів, для єгерів свого маєтку. Будучи зносостійкою і водостійкою, нова тканина відмінно підходила для життя в маєтку Данмор. Леді Кетрін побачила, що куртки, які носять її єгері, можуть бути ідеальним вбранням для способу життя на відкритому повітрі, який був поширений серед її однолітків.
Графиня почала просувати місцевий текстиль як модний одяг для полювання, та спортивного одягу. Незабаром Твід обирали для себе землевласники і аристократи того часу, в тому числі люди внутрішнього кола королеви Вікторії. Коли попит на цей високоякісний «Гарріс Твід» встановився, леді Кетрін відправила на материк Шотландії більше дівчат для навчання. Вона вдосконалила процес виробництва пряжі, щоб створити більш стійку і працездатну тканину, і до кінця 1840-х років торговці з Единбурга постачали привілейовані класи Лондона тканиною Гарріс Твід ручної роботи.
З цього моменту індустрія Гарріс Твід зросла, досягнувши пікового показника виробництва в 7,6 млн. ярдів в 1966 році.

## Harris Tweed Authority

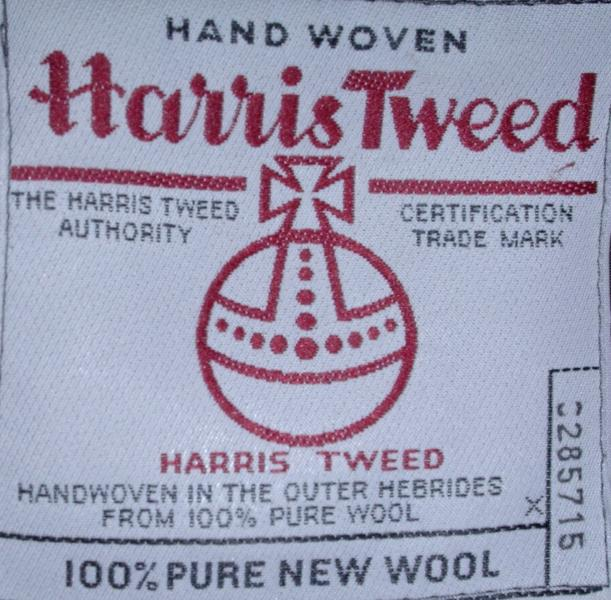
Harris Tweed Orb Mark «Знак Сфери»

Оскільки попит на Гарріс Твід розширився в першому десятилітті 20-го століття, в галузь в пошуках грошей прийшов потік ткачів, і незабаром недосвідчені ткачі стали виготовляти твід гіршої якості з імпортованої материкової пряжі, який отримав принизливу назву «Stornoway Tweed».Цей низькоякісний твід вплинув на ринок традиційного Гарріс Твід, виготовленого досвідченими ткачами з пряжі, пряденної вручну.
Юридичний захист імені Гарріс Твід за допомогою товарного знака та встановленого стандартного визначення стала необхідністю. Групи торговців в  Льюїсі і Гаррісі звернулися до Ради з торгівлі за зареєстрованим товарним знаком. Коли ця торгова марка Orb(сфера) була в кінцевому підсумку надана, правління наполягало на тому, щоб її надали всім островам Зовнішніх Гебридів, тобто  Льюїсу,Гаррісу, Північному і Південному Уісту, Бенбекулу і Баррі, підґрунтям для цього рішення було те, що твід виготовлявся точно так само на всіх цих островах.
У 1909 році, після довгих переговорів і деяких суперечок з боку торговців з Гарріса, які вважали, що товарний знак повинен бути наданий виключно Гаррісу, була надана торгова марка Orb(Сфера).Harris Tweed Association, добровільний орган, був створений для захисту, як використання торгової марки Orb(Сфера), так і захисту імені «Harris Tweed» від підробок.
В оригінальному визначенні, доданому до торгової марки Orb(сфера), говорилось, що: «Гарріс Твід» означає твід, скручений вручну, витканий вручну і пофарбований крофтерами і котерами на Зовнішніх Гебридах.

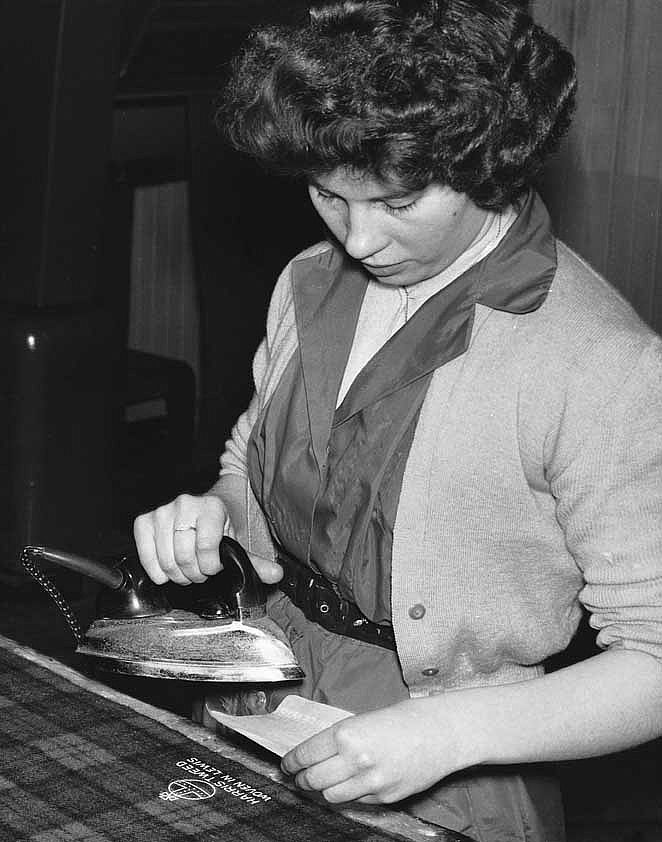
Процес штампування Harris Tweed Authority

У 1993 році новий статутний орган з охорони торгівельної марки Orb(Сфера), Harris Tweed Authority, замінив первісну Harris Tweed Association.Також в 1993 році парламентським актом, Законом Гарріс Твід 1993 року, був заснований Harris Tweed Authority в якості наступника Harris Tweed Association, метою якого було «заохочення і підтримка автентичності, стандартів і репутації Гарріс Твід, для запобігання продажу в якості Гарріс Твід матеріалу, який не підпадає під це визначення».
Наступне визначення справжнього Гарріс Твід стало статутним: «Harris Tweed» означає твід, витканий вручну островітянами в їхніх будинках на Зовнішніх Гебридах, оброблений на островах  Льюїсі,Гаррісі, Північному і Південному Уісту, Бенбекулі і Баррі, зроблений з чистої натуральної вовни, пофарбованої і пряденної в Зовнішніх Гебридах".
Сьогодні кожні 50 метрів Гарріс Твід перевіряє інспектор з Управління Гарріс Твід(Harris Tweed Authority), а потім вручну ставить сургучний штамп з маркою Orb(Сфера).
Harris Tweed Authority є юридично призначеним керівним органом, відповідальним за підтримку цілісності Гарріс Твід відповідно до Закону Harris Tweed від 1993 року. Вони беруть участь в судових розглядах, випуску марки Orb, перевірці фабрик і майстерень ткачів, просуванні індустрії і охорони Гарріс Твід, від імені островітян Зовнішніх Гебридів. Заснована в острівній столиці Сторновей, адміністрація складається з головного виконавчого директора, секретаря, двох інспекторів і штампувальників. Існує також наглядова рада неоплачуваних співробітників і юридична група, яка надає свої послуги.

## Фабрики Гарріс Твід
На островах діють три фабрики, кожна з яких пов'язана з публічною компанією. Компанії займаються маркетингом, продажами, обслуговуванням клієнтів і поширенням Гарріс Твід серед клієнтів, в той час як їх фабрики займаються певними аспектами виробничого процесу.
- Harris Tweed Scotland належить Брайану Хаггасу з John Haggas Group, який після покупки KM Group і заводу в Сторновей заснував Harris Tweed Scotland Limited в 2006 році.[4] Компанія виробляє чоловічі піджаки Гарріс Твід і продає їх в роздріб в своєму інтернет-магазині або в спеціалізованих магазинах для джентльменів. Це єдина повністю вертикальна компанія, яка виробляє і продає таким чином куртки Гарріс Твід. Їхня фабрика в Сторновей є найстарішим виробником на Зовнішніх Гебридах і виробляє Гарріс Твід з 1906 року.
- Carloway Mill є незалежним оптовим виробником Гарріс Твід в селі Карловей і є найменшою з трьох існуючих текстильних фабрик Гарріс Твід. Вона використовує традиційні ремісничі машини для виробництва унікальної, індивідуальної і зробленої на замовлення тканини Гарріс Твід. У січні 2016 року власники фабрики оголосили, що шукають покупця для бізнесу, і тому майбутнє фабрики залишається невизначеним.[5]
- Harris Tweed Hebrides який знову відкрив занедбану фабрику в Шоубості в листопаді 2007 року.[6] Основним акціонером компанії є шотландський бізнесмен Ян Тейлор, який провів останні 30 років в нафтовій промисловості разом з Vitol.

## Ткачі

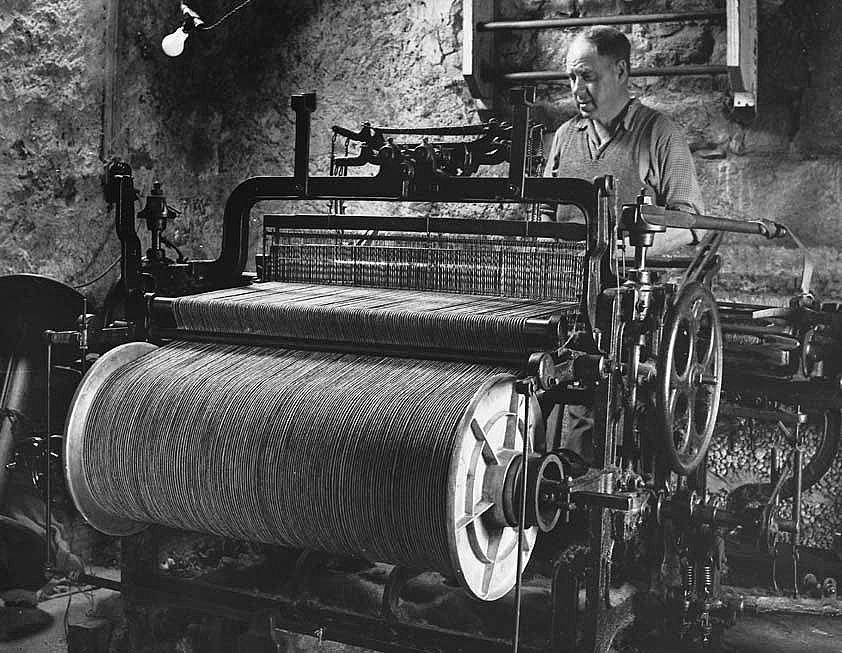
Ткач Harris Tweed

Всі ткачі є самозайнятими і можуть працювати як «фабричний ткач», замовлений будь-якою з трьох фабрик, або як «незалежний ткач» виробник і продавець власної тканини, іноді на приватній комісії. Ткачі снабжаються балочними основами з пучковими нитками і пряжею безпосередньо з фабрик разом з інструкціями про те, як повинна бути виткана тканина. Як тільки твід витканий, його забирають на фабрику для обробки і штампування, після чого фабрика продає його. Незалежні ткачі, з іншого боку, повинні закуповувати пряжу на фабриках і самим її сплітати, часто за власним дизайном. Потім незалежний ткач відправляє своє ткане полотно на фабрику для обробки і штампування (вони оплачують ці послуги), перш ніж воно повертається ткачу для продажу від власного імені. Ткач може працювати як фабричний робітник і як незалежний ткач.
Harris Tweed Industry Liaison Group регулярно зустрічається для обговорення проблем, що стоять перед галуззю, і складається з цілого ряду зацікавлених сторін, таких як власники фабрик, представники ткачів, представники Harris Tweed Authority, фінансуючі органи, члени місцевих рад, покупці та інші галузеві діячі.

## Процес виробництва

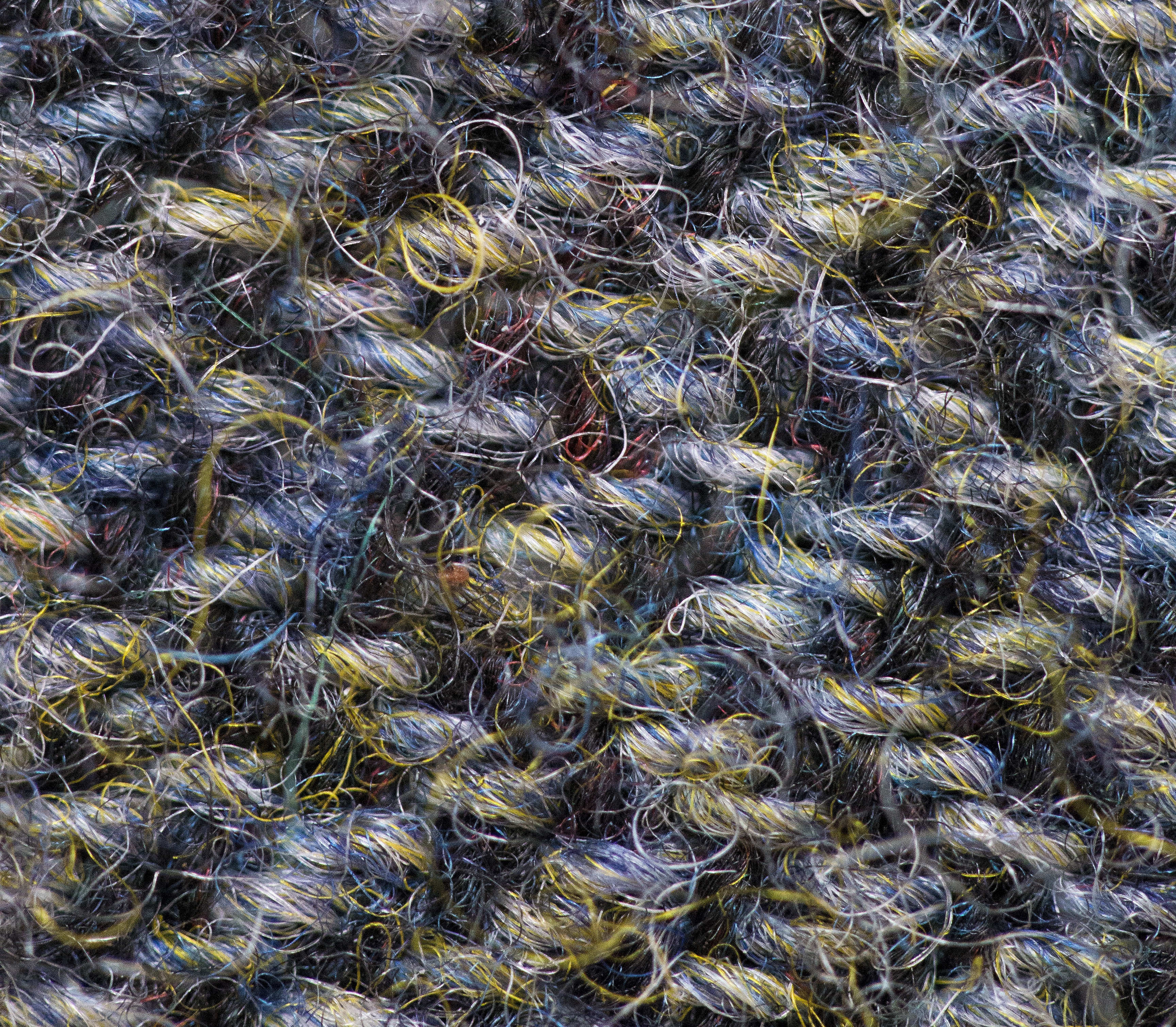
Різнобарвна структура Гарріс Твід

Створення Гарріс Твід починається з чистої натуральної вовни, стриженої у шевйотських і шотландських овець. Хоча більша частина вовни вирощується головним чином на материку Шотландії та Великої Британії, на початку літа острівні спільноти все ще об'єднуються, щоб стригти місцевих овець, для додавання вовни в суміш. Два типу вовни змішують разом, щоб отримати переваги їх унікальних якостей і характеристик.
Після стрижки шерсть очищають, а потім доставляють в великих стосах на фабрики основних виробників твіду, де вона потім забарвлюється в різні кольори для змішування.
Свіжопофарбовану кольорову і білу вовну зважують в заданих пропорціях, а потім ретельно перемішують вручну за точними рецептами для отримання правильного відтінку. Потім її укладають між механічними зубчастими валиками, які ворсують і ретельно перемішують волокна перед тим, як розділити їх на тендітну зародкову нитку. Потім цю м'яку нитку закручують, щоб надати їй максимальну міцність для плетіння.
У цьому життєво важливому процесі тисячі ниток основи зібрані в довгі мотки в дуже специфічному порядку і намотані на великі балки, готові до відправлення разом з пряжею ткачам.

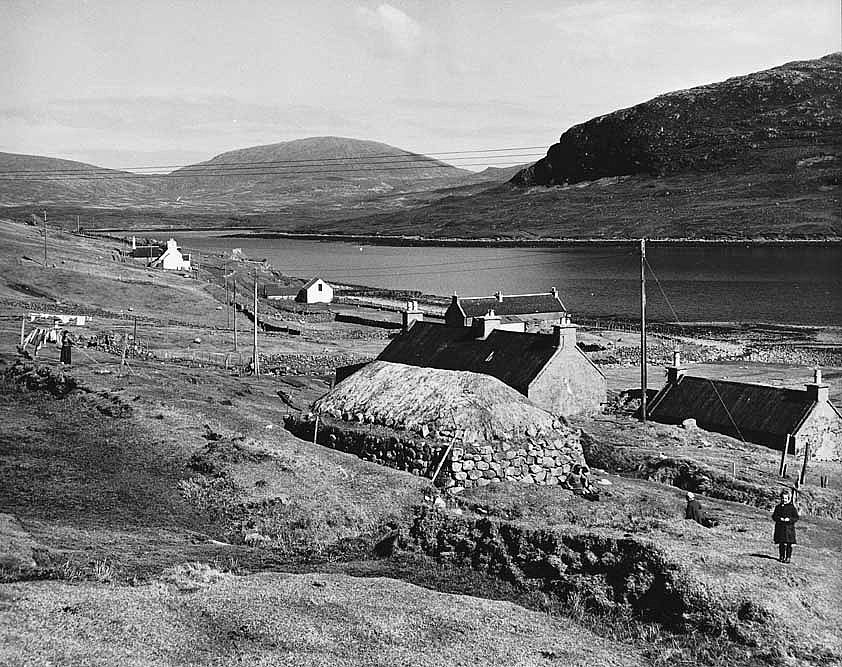
Традиційні будинки ткачів

Весь Гарріс Твід тчуть вручну в будинках ткачів на рапірних ткацьких верстатах Bonas-Griffith подвійної ширини, якщо це фабричні ткачі або, зазвичай, на старому ткацькому верстаті Hattersley одинарної ширини, якщо це незалежний ткач. Ткач «зв'яже» свою основу, пропустивши кожен кінець пряжі через вушка на ніжках свого ткацького верстата в певному порядку, а потім почне плести, виправляючи будь-які помилки або поламки, які відбуваються до завершення процесу ткання.

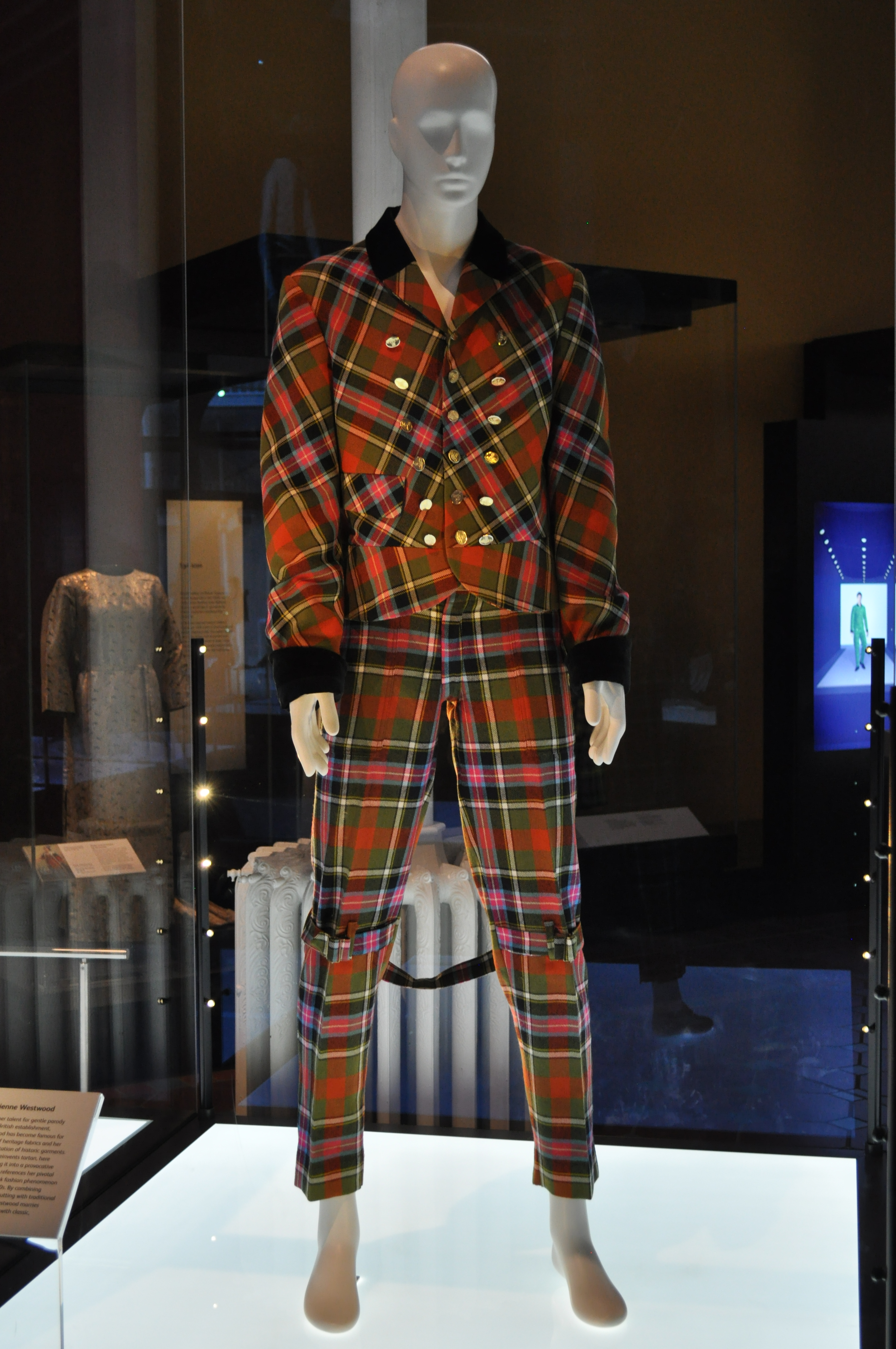
Вів'єн Вествуд Гарріс Твід 1998

Потім твід повертається на фабрику в своєму «жирному стані», і тут він проходить через руки ткачів, які виправляють будь-які недоліки.
Після того, як тканину виткали, бруд, жир і інші домішки видаляються шляхом миття та полоскання в содовій і мильній воді перед тим, як її висушити, відпарити, викрутити і обрізати.
Останнім процесом є перевірка незалежним представником Harris Tweed Authority, який щотижня відвідує фабрики, перед нанесенням товарного знака Orb Mark(Знак Сфери), який наноситься на тканину в якості печатки автентичності.

## Характеристики
Вага: 500—800гр/м
Тест на зносостійкість (англ. Martindale) : 20000-30000 стирань.
Вогнестійкість: Британський стандарт BS5852 ,0,1.Сигарета і сірник.

## Гарріс Твід сьогодні

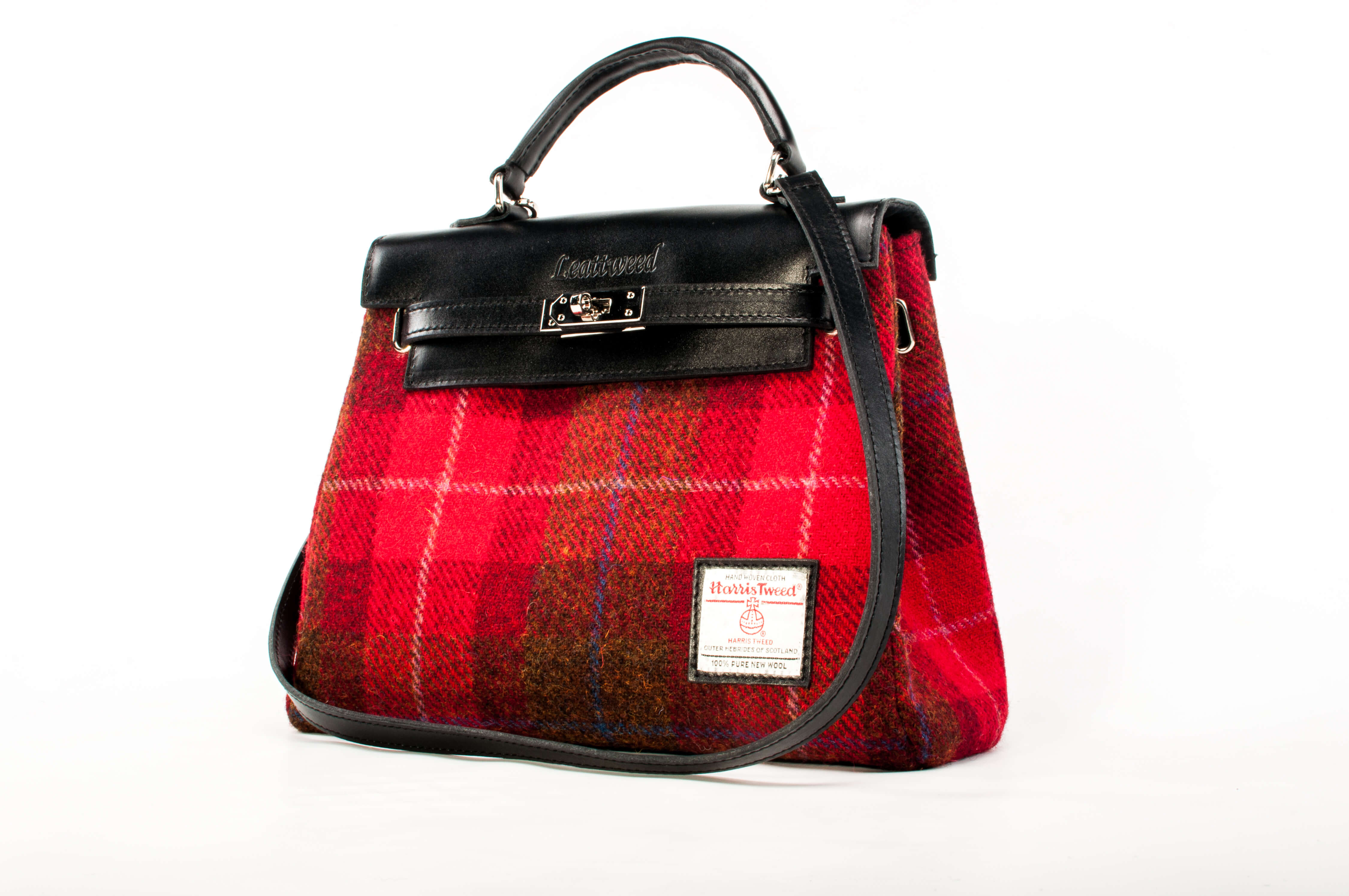
Сумка Гарріс Твід

У 2012 році ткацькі фабрики Harris Tweed виготовили один мільйон метрів Гарріс Твід в порівнянні з 450 000 метрів в 2009 році, що було найвищим показником за 17 років. Протягом останніх років Гарріс Твід залишався «в тренді», і це стало звичайним явищем як в магазинах High Street, так і на подіумах в колекціях кутюр, а зростання популярності призвело до навчання нового покоління ткачів для задоволення виробничих потреб.
Гарріс Твід використовують такі будинки моди як: Chanel, Prada, Maison Margiela, Céline і Hugo Boss.
Такі модельєри і дизайнери як: Ральф Лорен, Маноло Бланік,Вів'єн Вествуд, Найджел Кабурн, Александр Макквін, Валентіно, Том Браун, Пол Сміт і Маргарет Хауелл використовують тканину для своїх колекцій.
Такі бренди, як A.P.C.,ASOS, Aigle, Adidas, Barutti, Blue de Gênes, Brooks Brothers, Gieves & Hawkes, J. Crew, Marks & Spencer, Nordstrom, North Face, Primark, Prince of Scots, Rag&Bone, Stone Island, Thomas Pink, Tommy Bahama, Topman використовують тканину для курток, верхнього одягу і костюмів.

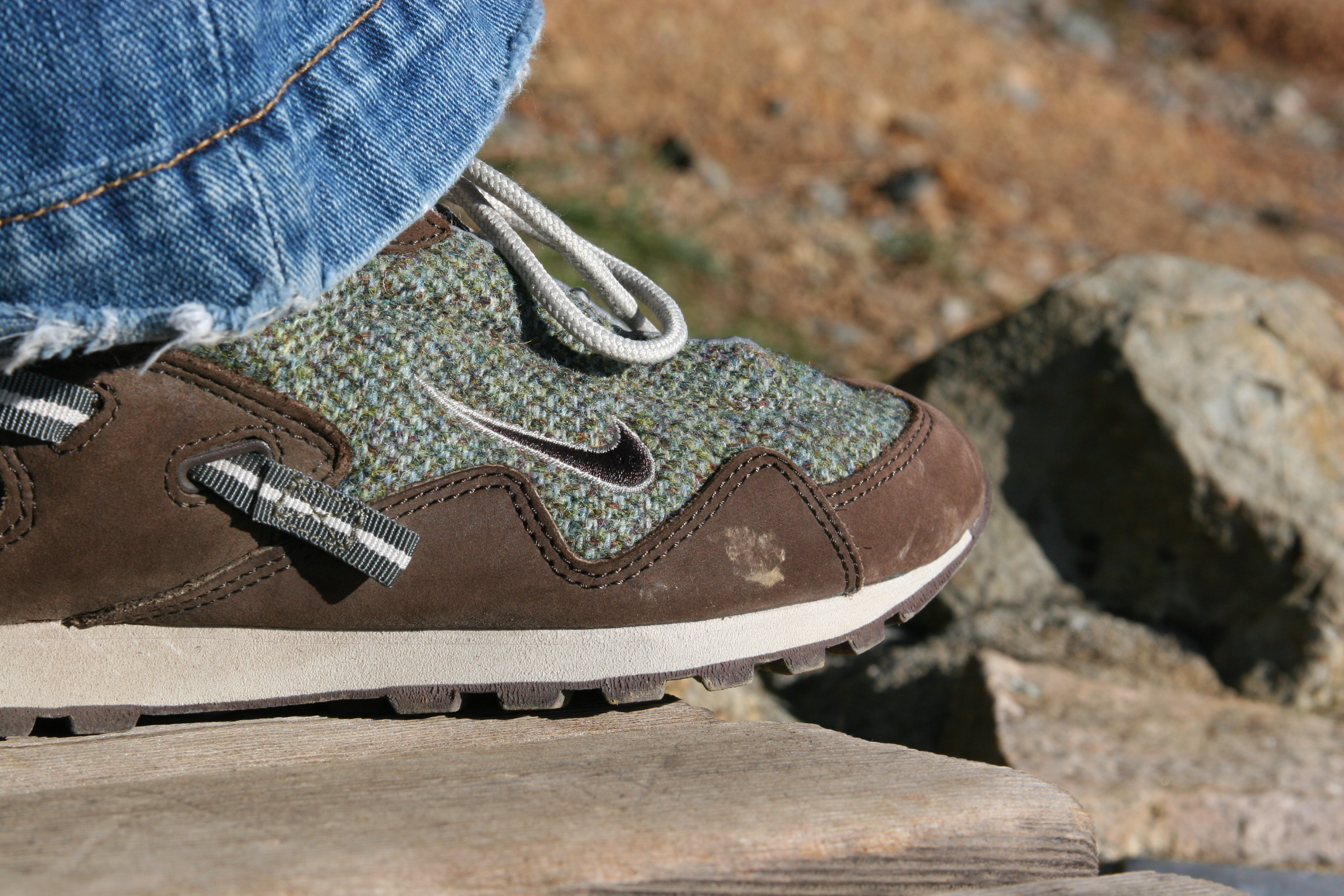
Nike Harris Tweed

Марки взуття також використовують Harris Tweed, перш за все Nike, Clarks, Converse, Dr Martens, Red Wing Shoes, Timberland, Vans, і Allen Edmonds.
Компанія Supreme і Palace використовують тканину для виготовлення стильних кепок.
Завдяки високій зносостійкості, тканину використовують для виготовляння сумок чи рюкзаків такі бренди: Caradice, Filson, JW Anderson, Mark & Spencer, North Face, Trakke.
Шотландська інжинірингова компанія, яка виробляє Hi-Fi і аудіо обладнання Linn Products виготовляє акустичні системи обтягнуті тканиною Гарріс Твід ціною від 10000$.
В 2014 році шотландський виробник віскі Johnnie Walker спільно з Harris Tweed Hebrides випустили тканину, яка пахне віскі.
Ринок розкішних інтер'єрів також розширюється після використання більше 90 000 метрів Гарріс Твід в 5-зірковому готелі Blasthswood Square в Глазго в 2008 році.
Гарріс Твід регулярно бере участь на Pitti Uomo.
Нові ринки з'являються в країнах БРІК, а більш традиційні ринки відроджуються в США і Європі, а також в країнах Східної Азії, включаючи Південну Корею. Прогнози продажів вельми оптимістичні для тканини Гарріс Твід.